# Пеннер, Эрдман
Эрдман «Эд» Генрих Пеннер (англ. Erdman "Ed" Heinrich Penner) (17 января 1905 – 10 ноября 1956) — канадский сценарист, автор песен и музыкант, работавший на анимационную студию Disney, в её ранние годы.

## Биография
Эрдман Генрих Пеннер родился 17 января 1905 года, в Ростерне, провинции Саскачеван, Канада, в семье меннонитов — доктора Эрдмана Пеннера (1873–1960) и Бланш Пеннер (1880–1962). Эрдман Пеннер учился в Университете Саскачевана, Американской академии искусств в Чикаго и Американской школе писателей в Голливуде.
В конце 1930-х годов, Эрдман Пеннер начал работать сценаристом в Соединённых Штатах, для анимационной студии Walt Disney Productions, и её короткометражных мультфильмов, а затем перешёл к работе над её полнометражными мультфильмами, такими как «Пиноккио» и «Фантазия» (оба 1940 года), «Золушка» 1950 года, «Леди и Бродяга» 1955 года и «Спящая красавица» 1959 года.
Эрдман Пеннер также был иногда музыкантом, и играл на саксофоне, тубе и скрипке, а также писал песни для некоторых фильмов, к которым он писал сценарии. Он был оригинальным бас-саксофонистом и тубистом в группе Firehouse Five Plus Two.
К тому времени, как «Леди и Бродяга» уже была в производстве, Эрдман Пеннер был повышен до должности ассоциированного продюсера.
Эрдман Генрих Пеннер умер 10 ноября 1956 года, в Лос-Анджелесе, штате Калифорния, США. В это время он работал над сценарием для «Спящей красавицы». Эрдман Пеннер значится в титрах как главный сценарист, несмотря на то, что он умер за два с лишним года, до выхода мультфильма.
В 2001 и 2016 годах, Эрдман Пеннер посмертно номинировался на премию «Ретро Хьюго», в категориях «Лучшая постановка» и «Лучшая постановка (Малая форма)», за «Золушку» и «Пиноккио» соответственно, выиграв в последней.

## Фильмография
- Микки и конкурсанты-любители (1937)
- Симфония скотного двора (1938)
- Пиноккио (1940)
- Фантазия (1940)
- The Reluctant Dragon (1941)
- Несговорчивый дракон (1941)
- Победа через мощь в воздухе (1943)
- Сыграй мою музыку (1946)
- Mail Dog (1947)
- Время мелодий (1948)
- Джонни-яблочное зернышко (1948)
- Пекос Билл (1948)
- Легенда Сонной лощины (1949)
- Приключения Икабода и мистера Тоада (1949)
- Золушка (1950)
- One Hour in Wonderland (1950)
- Алиса в Стране чудес (1951)
- Питер Пэн (1953)
- Как научиться танцевать (1953)
- Леди и Бродяга (1955)
- Dateline: Disneyland (1955)
- Спящая красавица (1959)